# Glud
Glud er en lille by i Østjylland med 684 indbyggere  (2024), beliggende i Glud Sogn, 11 kilometer fra Horsens i østlig retning. Byen ligger i Hedensted Kommune og tilhører Region Midtjylland. Glud er beliggende i et bakkerigt område lige ud til Horsens Fjord.

## Seværdigheder i Glud
I byen kan man blandt andet besøge Glud Museum, der blev grundlagt i 1912 af maleren Søren Knudsen. Derudover findes Glud Mejeri, kendt for sine rygeoste, og Glud Brugs (Dagli'Brugsen Glud-Nørby) der gennem årene har udviklet sig til et samlingspunkt for både lokale og turister. Brugsen brændte ned til grunden, efter en omfattende til og ombygning, ved et uheld. Butikken blev genopført og stod færdig i påsken 2010. I dag findes der elektroniske hyldeforkanter, drive-Inn, cafè, legeplads og konferencelokale.